# Corispermum filifolium
Corispermum filifolium är en amarantväxtart som beskrevs av Carl Anton von Meyer och A. K. Becker. Corispermum filifolium ingår i släktet lusfrön, och familjen amarantväxter. Inga underarter finns listade i Catalogue of Life.